# Coseano
Coseano é uma comuna italiana da região do Friuli-Venezia Giulia, província de Udine, com cerca de 2.214 habitantes. Estende-se por uma área de 23 km², tendo uma densidade populacional de 96 hab/km². Faz fronteira com Dignano, Flaibano, Mereto di Tomba, Rive d'Arcano, San Vito di Fagagna, Sedegliano.

## Demografia
| Variação demográfica do município entre 1861 e 2011                               |
|                                                                                   |
| Fonte: Istituto Nazionale di Statistica (ISTAT) - Elaboração gráfica da Wikipedia |